# Tranzas
Tranzas es una banda de pop rock ecuatoriana formada en Guayaquil a mediados de la década de los 80. La formación clásica del grupo, entre 1987 y 2007 fue conformada por Douglas Bastidas, Troi Alvarado, Alfonso Vélez y Alberto Vicuña.
En 2024 Tranzas regresa a la escena musical con un tema de la autoría de Douglas Bastidas titulado Ella Se Fue…

## Historia

### 1985-1986: Inicios
Antes de Tranzas, Troi Alvarado participó en distintos festivales colegiales con su banda de heavy rock FM, mientras Douglas Bastidas integraba el grupo Factory, con música inédita e influencias de rock latino.
En 1986, Iván Morales Serrano y Troi Alvarado se conocen en la Iglesia Bautista de Guayaquil y deciden formar un grupo de rock no tan agresivo y más accesible al público de la época. A ellos se suma un primer guitarrista, Alberto Vicuña y luego David Rodríguez, quien venía de participar en otros grupos del Liceo Naval de Guayaquil, donde también estudiaba Alvarado.
Se presentan en la inauguración de las Olimpiadas del Liceo Naval en julio de 1986 bajo el nombre de Trans Am. Por motivos personales Alvarado se retira del proyecto y es reemplazado por Jimmy Barona, quien invita a Trans Am a Douglas Bastidas. La banda debuta en la kermés del colegio La Inmaculada de Guayaquil, con acogida muy positiva; entre los espectadores se encuentra Troi Alvarado, quien contacta a Ballerino, Bastidas y finalmente a David Rodríguez, para conformar un nuevo grupo.

### 1987: "Plástica"
A principios del 87 se reúnen Douglas Bastidas, Troi Alvarado, David Rodríguez y Jorge Ballerino para formar una nueva agrupación. Alberto Vicuña es invitado a participar como tecladista del nuevo proyecto, sin embargo se niega tras disputar el puesto de guitarrista con Bastidas. De enero a febrero, la banda ensaya y se prepara para su primer concierto, adoptando el nombre Tranzas, que proviene de la canción de Charly García "Dos, cero, uno (transas)".  Troi Alvarado le muestra a Douglas Bastidas letras que había hecho para componer los primeros temas de la banda, editando "Qué dirán" y "Plástica".
El 1 de marzo, Tranzas se presenta en el Rock Total Salinas 87 junto a Taller, Segunda Venida, Reynaldo Egas y otros músicos de la época. La presentación resulta un gran éxito y deciden grabar su primer demo con Roberto Bolaños en Océano Records. Jorge Ballerino se retira del proyecto para viajar a Estados Unidos y Jorge Ponce ingresa como baterista durante las sesiones de grabación de su primer trabajo.
Con Troi Alvarado al bajo, Douglas Bastidas en la guitarra, Jorge Ponce en la batería y David Rodríguez como cantante, Tranzas es rechazado al inicio por Fediscos, con el argumento de que la disquera ya tenía varios artistas del género rock latino. Entre abril y mayo de 1987, Ifesa (Industria Fonográfica Ecuatoriana S.A.) a través del "Chinche" Varas y Xavier Quintero Regatto acepta a Tranzas, pero al no haber espacio en estudios de Ifesa para grabar un nuevo disco, los demos de "Qué dirán" y "Plástica" son masterizados.
El sencillo "Plástica" (grabado en un disco de 45 rpm) alcanza el puesto número 1 en varias radios del país. Con este éxito, Tranzas empieza una gira nacional y en junio de 1987 es invitado a abrir al exitoso grupo español Mecano en el Coliseo Cerrado de Guayaquil, convirtiéndose en uno de los grupos más populares del Ecuador junto con Clip. En julio, debido a problemas personales, su vocalista David Rodríguez abandona el grupo, siendo reemplazado desde entonces por el guitarrista y compositor Douglas Bastidas.

### 1988-1989: primer LP YFestival MTV en Ecuador
En 1988 lanzan su primer larga duración titulado Sueño Astral, que contenía 10 canciones y es producido por Ramiro "Capoto" Montalvo. En este disco se escucha a un Tranzas más consolidado, con batería electrónica y arreglos modernos. El mismo año lanzan el video de "El tren", compuesto por Miguel Valdivezo, vocalista del grupo Taller, y grabado en el ferrocarril Durán-Alausí.
La bienvenida a los circuitos internacionales se da gracias a un festival nacional de grupos de rock organizado por el programa MTV Internacional, transmitido en ese entonces por Gamavisión, para el cual David Cobo ingresa a la banda, resultando vencedores de dicho evento, en el que también participaron otros conjuntos y músicos de la época como Blaze, Demolición, Tarkus, Barro, Riccardo Perotti y Claudio Durán.

### 1990-1993: cambios y nuevos integrantes
En 1990 empiezan a preparar su siguiente trabajo con temas de Alvarado, Bastidas y Jorge Ponce, quien dejaría Tranzas poco después para iniciar una carrera de solista, al igual que David Cobo. En esa etapa se suman temporalmente varios músicos como Xavier Von Buchwald, Willie Wong (exbaterista de Taller), los hermanos Johnny y Jimmy Luna, entre otros. 
En 1991 sale al mercado el álbum No, que tiene 4 canciones pero no llega a tener éxito. Con el tecladista Alberto Vicuña, Tranzas hace una gira junto a los raperos AU-D y Anexo, donde conocen a Alfonso Vélez, que se une a la banda.
Para 1992 la formación queda conformada por: Douglas Bastidas, como vocalista; Troi Alvarado, en el bajo; Alfonso Vélez, en la batería y Alberto Vicuña como tecladista. Ese mismo año editan un nuevo disco, Sha la la, promocionando el corte "Viviré por ti".

### 1994-1995: un nuevo inicio y consolidación nacional
En 1994 Tranzas renueva con Ifesa, y tras adoptar un estilo más cercano a la balada pop, la banda edita un disco EP de cinco temas titulado A Marte y empieza a trabajar con Carlos Ferrín como director de imagen del grupo. El tema "Seguir de pie" empieza a sonar en las radios, pero sería "Dime si recuerdas" la que se convertiría en número 1 al año siguiente en varias emisoras y programas televisivos como Sintonizando de TC Televisión, Video Show y Show de Bernard de Ecuavisa e Iguana Legal de SíTV. 
En 1995 lanzan el álbum Ciertas Teorías, donde incluyen temas clásicos como "Plástica", "Viviré Por Ti", todos los temas del LP A Marte y cinco nuevas canciones, entre ellas, un tema con tinte social llamado "Nacional", que habla de la preferencia de las personas por consumir lo extranjero. Ciertas Teorías se convierte en el CD más vendido en los meses de diciembre de 1995 y entre enero y febrero de 1996.
Tranzas empieza la gira más grande hecha por algún artista o grupo juvenil ecuatoriano, entre 1995 y 1996 realizan más de 80 conciertos en 50 ciudades del país y obteniendo varios reconocimientos radiales y televisivos a mejor grupo y mejor artista nacional, como los Premios Sintonizando a la Música del recordado programa Sintonizando, así como un reconocimiento por parte del Congreso Nacional. Al final del año 1995 firman con Televisión Satelital como productora.

### 1996-1999: éxito internacional
En 1996 se empieza a preparar el nuevo disco Parte De ti, con temas de Douglas Bastidas. Este es el primer álbum que graban con Televisión Satelital como productora e Ifesa como disquera. El primer corte promocional es "Soy Político" que coincide con las elecciones presidenciales de ese año y es un gran éxito. Parte de ti es lanzado en Guayaquil con un evento en el Teatro Centro Cívico, con el apoyo de Telehit México, y Televisión Satelital. En seguida promocionan los temas "Solo un tonto" y "Dile", que alcanzaría un rotundo éxito entre 1997 y 1998. A continuación hacen su primer viaje internacional a Puerto Rico.
Con este nuevo material lograron un disco de oro en el país y en 1997 BMG Ariola firma a Tranzas como artista exclusivo para Colombia, Bolivia, Perú y Ecuador. Tranzas reedita en Estados Unidos algunos temas de Parte De Ti y Ciertas Teorías y lanza el disco Parte de ti Internacional, donde se incluyen once temas previamente lanzados con nuevos arreglos, entre ellos "Dime si recuerdas", "Viviré por ti" y "Solo Un Tonto". Este disco los llevó a grabar un video en México, bajo la dirección de Memo del Bosque, quien había producido trabajos de figuras como Luis Miguel. El video se difundió en Colombia, México, Bolivia y Estados Unidos. Colocan en número 1 el éxito "Dile" por más de dos meses y además colocan tres sencillos más en los primeros lugares recibiendo casi inmediatamente disco de oro por ventas. También se presentan en Perú y Costa Rica.
Con estos antecedentes en 1999 viajan a Estados Unidos para grabar el álbum Por siempre, donde también graban el video de "I wanna go". El disco fue producido bajo el sello discográfico de Televisión Satelital y grabado por Tranzas en los estudios Ocean V.U. de Miami, con el ingeniero ítalo-americano Víctor Di Persia (Pies descalzos de Shakira) y el productor cubano americano Rey Sánchez (Braulio). El álbum logran vender 75 000 ejemplares, alcanzando disco de oro en Ecuador y Bolivia.

### 2000-2001:Por siemprey "Un nuevo amor": Tranzas para Latinoamérica
En el año 2000, Por siempre es editado en Costa Rica y Colombia donde alcanza disco de oro por ventas. La canción "Un nuevo amor" se convierte en éxito inmediato en las radios donde es colocada e interpretada por artistas de diversos países, alcanzando el número 1 en Ecuador, Colombia y Costa Rica, país en el cual son invitados para participar en el Teletón de Costa Rica de los años 1999 y 2000. 
A comienzos del 2001, la música de Tranzas es promocionada en diversas radios norteamericanas de Miami, Nueva York, Houston, El Paso, San Diego, Chicago, Los Ángeles, Miami y la Costa Oeste e incluso se presentan en el Programa Sábado Gigante de Don Francisco, transmitido por Univisión. Luego Fonovisa México edita "Un Nuevo Amor" que se convierte en éxito en Miami, México, República Dominicana, Puerto Rico, Panamá, Perú, Chile, Argentina y en toda Latinoamérica.
Ese año Tranzas consigue disco de oro con Por Siempre en Colombia, donde colocan "Metálica" y "Un nuevo amor", ambos temas que aparecen en la novela colombiana Pobre Pablo transmitido por Gamavisión entre 2002 y 2003, además de los mismos Tranzas actuando e interpretando dichos temas. 
Ante los constantes viajes, la banda se radica en México como un trío (Alberto Vicuña había abandonado la banda) para poder abrirse paso dentro de Estados Unidos, donde se presentan por primera vez en 2001. Tranzas lanza su disco Por siempre en el helipuerto de Televisa con Fonovisa, posteriormente se desvinculan de Televisión Satelital y firman con el sello Jam Music, propiedad de Universal Music México para sus discos posteriores.

### 2002-2007:Serenata,Lo que no pude decir,Se quedarán las cancionesy despedida
El 15 de octubre de 2002 lanzan al mercado el disco Serenata, promocionando el tema "Morí", tema que aparece en la novela mexicana Clase 406 transmitido por Canal Uno entre 2002 y 2003, de gran éxito en países como Chile y México.
En 2004 lanzan su álbum titulado Lo que no pude decir, exponiendo temas como "Sueño que vuelvas", "El juego", "Lo que no pude decir", "Aunque me digas que No”, una reedición de "Dile" y otras. Trabajaron con varias televisoras, al sumar sus canciones a distintas telenovelas producidas alrededor de Latinoamérica.
En 2007 la banda publica su último álbum, Se quedarán las canciones, con temas como "Vale la pena" (a dueto con Danilo Parra) y "Se van".

## Integrantes

### Douglas Bastidas
Vocalista, compositor y guitarrista principal de la banda. A la par de su carrera de solista, también ha trabajado como compositor de canciones para otros artistas en México. En 2012 recibió un reconocimiento entregado en Francia por el Gobierno ecuatoriano.
Desde 2022 está casado con la modelo María Gabriela Cueva. Empezó su relación en el 2019, cuando la contrató para su video musical “-Te perdí la voluntad”.

### Troi Alvarado
Encargado del bajo y coros, y compositor del primer éxito de Tranzas, "Plástica". Además, fue realizador y editor de muchos de los videoclips de Tranzas y de otros artistas nacionales. Defensor de los derechos de los artistas y autores. Se dedicó a tener un programa de radio sobre rock nacional. Fue presidente de la Sociedad de Autores y Compositores Ecuatorianos (SAYCE) hasta 2017.
Luego de la disolución de la banda, Troi presentó una demanda contra su excompañero Douglas Bastidas sobre el registro del nombre Tranzas.

### Jonathan Hernández
El más joven del grupo, nació en poza Rica, Veracruz. Fue el baterista, encargado de las percusiones y programaciones. Se integró al grupo en 1992, desde la salida de Jorge Ponce.

### Alberto Vicuña
Tecladista, guitarrista y corista. Se integra en 1992 junto con Alfonso Vélez y estuvo en el grupo hasta el 2000.
En la actualidad se dedica a su productora de audio y conforma con su excompañero Troi Alvarado una nueva banda musical.[cita requerida]

## Discografía
Plástica (1987)
1. Qué Dirán
2. Plástica

Sueño Astral (1988)
1. El Tren
2. No Sé Como
3. Sueño Astral
4. Siempre Estuviste Aquí
5. Sobreviviendo
6. Tan Sexy
7. Revolución
8. Deseo Carnal
9. Plástica
10. Qué Dirán

No (1991)
1. No Voy A cambiar
2. Perdí Otra Vez
3. No Quiero Más
4. Un Rock'n Roll

Sha la la (1992)
1. Sha la la
2. Viviré Por Ti
3. Te Veré En El Cielo
4. Un Colchón En La Cabeza

A Marte (1994)
1. A marte
2. Dime Si Recuerdas
3. Seguir De Pie
4. Te Amo Irremediablemente
5. Te Volvería A Amar Como Antes
6. Si Te Ven Conmigo

Ciertas Teorías (1995)
1. Plástica
2. Seguir De Pie
3. Dime Si Recuerdas
4. ¿Dónde Estás?
5. Ciertas Teorías
6. Viviré Por Ti
7. Nacional
8. Te Volvería A Amar Como Antes
9. Por Volverte A Ver
10. Si Te Ven Conmigo
11. A Marte
12. Te Amo Irremediablemente

 Parte De Ti (1996) 
1. Solo Puedo Amarte
2. Parte De Ti
3. Ándate Dónde Quieras
4. Te Diré
5. Solo Un Tonto
6. Si Vuelve A Amanecer
7. Hola, ¿Cómo Estás?
8. Solo Abrázame (Remix Dance)
9. Tenerte
10. Soy Político
11. Dile (Acústica)

 Parte De Ti (versión Internacional) (1997) 
1. Dime Si Recuerdas
2. Viviré Por Ti
3. Nacional
4. Dile
5. Solo Abrázame
6. Por Volverte A Ver
7. Seguir De Pie
8. Plástica
9. Solo Un Tonto
10. Parte de Ti
11. Te Amo Irremediablemente

Por Siempre (2001)
1. Si Volvieras
2. Un Nuevo Amor
3. Metálica
4. Por Siempre
5. Otra Vez
6. Por Las Noches
7. No Te Llamaré
8. Brujería
9. Mientras Me Quieras
10. Intento Comprender
11. Me Voy
12. I Wanna Go
13. Un Nuevo Amor (Versión Salsa)

Serenata (2002)
1. Serenata
2. Morí
3. Bailamos Juntos
4. Volverás A Comenzar
5. Alguien
6. Mañana Que Más Da
7. Nuestras Canciones
8. Jarabe
9. Gracias
10. Noche sin final

Lo Que No Pude Decir (2005)
1. El Juego
2. Dile
3. Lo Que No Pude Decir
4. Fama
5. Tras De Ti
6. Aunque Me Digas Que No
7. Quiero Verte
8. Sueño Que Vuelvas
9. Que No Sepan
10. Everything
11. El Juego